# Nekrolog 1556
Nekrolog
◄◄
| ◄
| 1552
| 1553
| 1554
| 1555
| 1556 | 1557 | 1558 | 1559 | 1560 | ► | ►►
Weitere Ereignisse | Allgemeiner Nekrolog 1556
Die Beschreibung der verstorbenen Person sollte so kurz wie möglich gehalten sein und nur deren signifikante Tätigkeit(en) enthalten.
Neue Namen ggf. auch unter dem Geburts- und Sterbedatum, also etwa unter 1. Januar und im Geburts- und Sterbejahr (2024) eintragen (nur bei entsprechender großer Wichtigkeit). Für Beispiele siehe die schon vorhandenen Artikel.
Außerdem über die fünf zuletzt Verstorbenen, zu denen es einen ausreichend guten Artikel für eine Präsentation auf der Hauptseite gibt, nach der todesbedingten Überarbeitung der Artikel ggf. auch unter Wikipedia Diskussion:Hauptseite informieren und sie am besten auch in den anderen Wikipedia-Sprachversionen eintragen. Tipp: Regelmäßig bei news.google.de nach „ist tot“, „gestorben“ oder „verstorben“ suchen.
Wenn eine Person gestorben ist, gibt es viele Seiten zu dieser Person in der Wikipedia, die davon auch betroffen sind und entsprechend aktualisiert werden müssen. Beispiele: Namenübersichtsseite, Geburtsjahr, Geburtsort-Seiten und viele mehr.
Wie finde ich die betroffenen Seiten?
Im Suchfeld auf der linken Seite gibt man den Suchbegriff so ein: „Vorname Nachname“. Dann klickt man auf Volltext und alle Seiten mit entsprechendem Suchtext werden aufgerufen. Hier sieht man dann schnell, wo auch das Todesjahr Sinn macht oder sogar ein Teil des Artikels angepasst werden muss. Auch hilft das „Werkzeug“ auf der linken Seite sehr gut, um solche Seiten aufzufinden: „Links auf diese Seite“. Somit ist die Wikipedia wieder aktuell in allen Bereichen! Hinweis: bei Eintragung der Kategorie „Gestorben JAHR“ wird der Missbrauchsfilter 49 ausgelöst, was jedoch nicht schlimm ist. Siehe: Spezial:Missbrauchsfilter/49
Dies ist eine Liste von im Jahr 1556 verstorbenen bekannten Persönlichkeiten. Die Einträge erfolgen innerhalb der einzelnen Daten alphabetisch sortiert. Tiere sind im Nekrolog für Tiere zu finden.

## Januar
| Tag        | Name                | Beruf, bekannt als                                                | Alter | Beleg |
| ---------- | ------------------- | ----------------------------------------------------------------- | ----- | ----- |
| 20. Januar | Joachim von Maltzan | Freiherr und kaiserlicher Feldmarschall                           |       |       |
| 21. Januar | Maxim der Grieche   | griechischer Mönch, Übersetzer und Heiliger der orthodoxen Kirche |       |       |
| 26. Januar | Humayun             | Großmogul von Indien                                              | 47    |       |

## Februar
| Tag         | Name                   | Beruf, bekannt als                            | Alter | Beleg |
| ----------- | ---------------------- | --------------------------------------------- | ----- | ----- |
| 7. Februar  | Michel Wedelich        | Dresdner Ratsherr und Bürgermeister           |       |       |
| 18. Februar | Johann V. von Isenburg | Erzbischof und Kurfürst von Trier (1547–1556) |       |       |
| 26. Februar | Friedrich II.          | Kurfürst von der Pfalz                        | 73    |       |

## März
| Tag      | Name            | Beruf, bekannt als                       | Alter | Beleg |
| -------- | --------------- | ---------------------------------------- | ----- | ----- |
| 4. März  | Leonhard Kleber | deutscher Organist und Komponist         |       |       |
| 10. März | Crato I.        | Abt der Reichsabtei Hersfeld             |       |       |
| 17. März | Richard Morison | englischer Humanist und Diplomat         |       |       |
| 21. März | Thomas Cranmer  | anglikanischer Erzbischof und Reformator | 66    |       |

## April
| Tag       | Name                 | Beruf, bekannt als                                   | Alter | Beleg |
| --------- | -------------------- | ---------------------------------------------------- | ----- | ----- |
| 5. April  | Konrad Pellikan      | reformierter Theologe und Reformator                 | 78    |       |
| 7. April  | Jerónimo de Alderete | spanischer Konquistador in Venezuela, Peru und Chile |       |       |
| 14. April | Andrä von Graben     | steirischer Edelmann, Besitzer von Schloss Kornberg  |       |       |
| 18. April | Luigi Alamanni       | italienischer Dichter und Humanist                   | 61    |       |
| 23. April | Philipp von Breuner  | österreichischer Adliger und Beamter                 |       |       |
| 26. April | Valentin Friedland   | humanistischer Schulmann                             | 66    |       |

## Mai
| Tag     | Name                          | Beruf, bekannt als               | Alter | Beleg |
| ------- | ----------------------------- | -------------------------------- | ----- | ----- |
| 4. Mai  | Luca Ghini                    | italienischer Arzt und Botaniker |       |       |
| 10. Mai | Bernhard von Nassau-Beilstein | Landdrost von Westfalen          |       |       |
| 20. Mai | Weigand von Redwitz           | Bischof von Bamberg              |       |       |

## Juni
| Tag      | Name               | Beruf, bekannt als                                                      | Alter | Beleg |
| -------- | ------------------ | ----------------------------------------------------------------------- | ----- | ----- |
| 2. Juni  | Francesco Venier   | Doge von Venedig                                                        |       |       |
| 8. Juni  | Martin Weiher      | lutherischer Theologe und Bischof von Cammin                            |       |       |
| 10. Juni | Martin Agricola    | deutscher Musiktheoretiker, Musikpädagoge und Komponist der Renaissance | 70    |       |
| 29. Juni | Theodor von Rheden | Bischof von Lübeck                                                      |       |       |

## Juli
| Tag      | Name                    | Beruf, bekannt als                                                       | Alter | Beleg |
| -------- | ----------------------- | ------------------------------------------------------------------------ | ----- | ----- |
| 1. Juli  | Hans Stokar             | Schaffhauser Patrizier, Chronist und Pilger                              | 65    |       |
| 6. Juli  | Johann Nopel der Ältere | Kölner Weihbischof                                                       |       |       |
| 15. Juli | Johann Stoltz           | deutscher lutherischer Theologe, Philosoph und thüringischer Reformator  |       |       |
| 18. Juli | Seraphin I. von Taxis   | Postmeister von Augsburg und Rheinhausen                                 |       |       |
| 31. Juli | Ignatius von Loyola     | Gründer der später auch als Jesuitenorden bezeichneten Gesellschaft Jesu | 65    |       |

## August
| Tag        | Name                 | Beruf, bekannt als                                                  | Alter | Beleg |
| ---------- | -------------------- | ------------------------------------------------------------------- | ----- | ----- |
| 9. August  | Andreas Pfeilschmidt | Dresdner Ratsherr und Bürgermeister                                 |       |       |
| 28. August | David Joris          | Vertreter der Täuferbewegung, Glasmaler und selbsternannter Messias |       |       |
| 29. August | Georg Kleinschmidt   | deutscher Mediziner                                                 | 58    |       |

## September
| Tag           | Name                               | Beruf, bekannt als              | Alter | Beleg |
| ------------- | ---------------------------------- | ------------------------------- | ----- | ----- |
| 8. September  | Martin Frecht                      | Theologe und Reformator         |       |       |
| 18. September | Edward Courtenay, 1. Earl of Devon | englischer Adliger              |       |       |
| 20. September | Adolf von Schaumburg               | Erzbischof von Köln (1547–1556) | 45    |       |
| 25. September | Reinoud III. van Brederode         | niederländischer Edelmann       |       |       |

## Oktober
| Tag         | Name                            | Beruf, bekannt als                                                            | Alter | Beleg |
| ----------- | ------------------------------- | ----------------------------------------------------------------------------- | ----- | ----- |
| 3. Oktober  | Bernhard von Hagen              | Priester und Generalvikar in Köln                                             |       |       |
| 4. Oktober  | Johannes Knipstro               | lutherischer Theologe und Reformator                                          | 59    |       |
| 11. Oktober | Georg Müller                    | neunter Abt der Reichsabtei Ochsenhausen                                      |       |       |
| 21. Oktober | Pietro Aretino                  | italienischer Schriftsteller                                                  | 64    |       |
| 21. Oktober | Matthes Enderlein vom Burgstadl | sächsisch-böhmischer Bergmeister                                              |       |       |
| 27. Oktober | Friedrich von Dänemark          | Sohn von König Friedrich I von Dänemark, Bischof von Hildesheim und Schleswig | 24    |       |
| 31. Oktober | Johannes Sleidanus              | luxemburgischer Geschichtsschreiber, Übersetzer und Diplomat                  |       |       |

## November
| Tag          | Name                | Beruf, bekannt als                                                        | Alter | Beleg |
| ------------ | ------------------- | ------------------------------------------------------------------------- | ----- | ----- |
| 7. November  | Pilgram Marbeck     | Persönlichkeit der süddeutschen Täuferbewegung                            |       |       |
| 10. November | Richard Chancellor  | englischer Seefahrer                                                      |       |       |
| 11. November | Francesco Alunno    | italienischer Kalligraf, Lexikograf, Romanist, Italianist und Grammatiker |       |       |
| 14. November | Giovanni Della Casa | italienischer Kleriker und Dichter                                        | 53    |       |

## Dezember
| Tag          | Name                              | Beruf, bekannt als                                    | Alter | Beleg |
| ------------ | --------------------------------- | ----------------------------------------------------- | ----- | ----- |
| 8. Dezember  | Johann Forster                    | deutscher lutherischer Theologe                       | 60    |       |
| 9. Dezember  | Johannetta von Nassau-Saarbrücken | Äbtissin des Klosters Herbitzheim                     | 60    |       |
| 20. Dezember | Ludwig von Praet                  | Adliger, Diplomat und Staatsmann unter Kaiser Karl V. | 68    |       |
| 23. Dezember | Thomas Neidlein                   | deutscher Prämonstratenserabt                         |       |       |
| 23. Dezember | Nicholas Udall                    | englischer Erzieher und Dramatiker                    |       |       |

## Datum unbekannt
| Tag | Name                         | Beruf, bekannt als                                                                   | Alter | Beleg |
| --- | ---------------------------- | ------------------------------------------------------------------------------------ | ----- | ----- |
|     | Thomas Aderpul               | Geistlicher der Reformationszeit                                                     |       |       |
|     | Tullia d’Aragona             | Kurtisane der Renaissance sowie eine bewunderte Dichterin und Philosophin in Italien |       |       |
|     | Nicolas Bachelier            | französischer Architekt und Bildhauer                                                |       |       |
|     | Gonçalo Anes Bandarra        | portugiesischer Schuhmacher, Dichter und Prophet                                     |       |       |
|     | Girolamo da Carpi            | italienischer Maler und Architekt                                                    |       |       |
|     | Eustace Chapuys              | spanischer Botschafter im Vereinigten Königreich                                     |       |       |
|     | Pedro Jaime Esteve           | spanischer Arzt, Botaniker und Humanist                                              |       |       |
|     | Fuzūlī                       | Diwan-Dichter                                                                        |       |       |
|     | Sebastian Gryphius           | deutsch-französischer Buchdrucker und Übersetzer                                     |       |       |
|     | Domingo Martínez de Irala    | spanischer Conquistador                                                              |       |       |
|     | Jörgen Kock                  | Bürgermeister von Malmö                                                              |       |       |
|     | Robert IV. de La Marck       | Marschall von Frankreich und Herzog von Bouillon                                     |       |       |
|     | Margarete von Montfort       | Äbtissin des Damenstifts Buchau                                                      |       |       |
|     | Oddur Gottskálksson          | Sohn des katholischen Bischofs Gottskálk Nikulásson und der Guðrún Eiríksdóttir      |       |       |
|     | Peter Rideman                | Täufer                                                                               |       |       |
|     | Johannes Rütiner             | Schweizer Kaufmann, Politiker, Chronist und Kopist                                   |       |       |
|     | Nicholas Shaxton             | englischer Theologe und Bischof von Salisbury                                        |       |       |
|     | Friedrich von Stockheim      | Vizedom des Rheingaus                                                                |       |       |
|     | Sebestyén Tinódi             | ungarischer Liedermacher und Lautenspieler                                           |       |       |
|     | Claudio Tolomei              | italienischer Schriftsteller, Kritiker und Philologe                                 |       |       |
|     | Heinrich Vogtherr der Ältere | deutscher Künstler                                                                   |       |       |
|     | Burkard Waldis               | deutscher Fabeldichter und Autor eines Fastnachtsspieles                             |       |       |
|     | Denis Zachaire               | französischer Alchemist                                                              |       |       |